# جیمز ویتکامب
جیمز ویتکامب (به انگلیسی: James Whitcomb) سناتور سابق عضو حزب دموکرات ایالات متحده آمریکا بود. وی در سال ۱۸۴۹ تا ۱۸۵۲ میلادی سناتور ایالت ایندیانا در سنای ایالات متحده آمریکا بود.